# Cantón de Clerval
El cantón de Clerval era una división administrativa francesa, que estaba situada en el departamento de Doubs y la región de Franco Condado.

## Composición
El cantón estaba formado por veintitrés comunas:
- Anteuil
- Belvoir
- Branne
- Chaux-lès-Clerval
- Chazot
- Clerval
- Crosey-le-Grand
- Crosey-le-Petit
- Fontaine-lès-Clerval
- L'Hôpital-Saint-Lieffroy
- Orve
- Pompierre-sur-Doubs
- Rahon
- Randevillers
- Roche-lès-Clerval
- Saint-Georges-Armont
- Sancey-le-Grand
- Sancey-le-Long
- Santoche
- Surmont
- Vellerot-lès-Belvoir
- Vellevans
- Vyt-lès-Belvoir

## Supresión del cantón de Clerval
En aplicación del Decreto nº 2014-240 de 25 de febrero de 2014, el cantón de Clerval fue suprimido el 22 de marzo de 2015 y sus 23 comunas pasaron a formar parte del nuevo cantón de Bavans.